# Piezoelektricitet

Piezoelektriska materials beteende under tryck.

Piezoelektricitet (från piezo "trycka, pressa" och elektricitet) är en egenskap hos vissa kristaller att när de deformeras omvandlas det mekaniska arbetet till elektricitet och även det omvända; elektricitet omvandlas till mekaniskt arbete. Ungefär 20 naturligt förekommande mineral har piezoelektriska egenskaper.
Speciellt formade piezoelektriska kristaller hamnar i självsvängning när de utsätts för en växelspänning med mycket exakt frekvens. Detta utnyttjas i all elektronik där regelbundna elektriska pulser behövs, exempelvis i klockor, radiomottagare och datorer. Den mest vardagliga användningen är kanske för "tändningen" i en del cigarettändare. Principen utnyttjas också i piezoelektriska givare för ultraljud som används i ekolod och sonografi, medicinsk ultraljudsdiagnostik. Den omvända piezoelektriciteten används vanligen då mycket små rörelser önskas, till exempel vid svepprobsmikroskopi eller vid finjustering av optik.

## Mekanism
Piezoelektricitet uppkommer i kristaller som saknar symmetricentrum.
I en piezoelektrisk kristall är de positiva och negativa laddningarna separerade men symmetriskt distribuerade så att kristallen är elektriskt neutral. När man pressar mot materialet förstörs denna symmetri, och laddningsasymmetrin genererar en spänning.
Piezoelektriska material uppvisar även de omvända egenskaperna att när en spänning påläggs deformeras kristallen, s.k. omvänd piezoelektricitet.

## Historia
Piezoelektriciteten upptäcktes av Pierre Curie och hans äldre bror, Jacques, under deras arbete med kristallografi vid Sorbonneuniversitetet i Paris, 1880.

## Material
Många material uppvisar effekten exempelvis kristaller av kaliumnatriumtartrat(seignettsalt), ammoniumdivätefosfat och litiumsulfat, samt kvarts-snarlika kristaller som berlinit (AlPO4) och galliumfosfat (GaPO4), keramik med perovskit- eller volframbrons-struktur
(BaTiO3, KNbO3, 
LiNbO3, LiTaO3, 
BiFeO3, NaxWO3, 
Ba2NaNb5O5, Pb2KNb5O15).
Polymermaterial som gummi, ull, hår, träfiber, och silke uppvisar piezoelektricitet i någon utsträckning. Polymeren polyvinyliden-fluorid, (-CH2-CF2-)n, uppvisar flera gånger starkare piezoelektricitet än kvarts.